# 家族 (小説)
『家族』（かぞく）は、小杉健治による日本の推理小説。
双葉社の『小説推理』にて2008年9月号から2009年1月号まで連載された。
裁判員制度を題材としており、同年5月にテレビドラマ化された。

## テレビドラマ
2009年5月18日、TBS「月曜ゴールデン」にて「裁判員制度ドラマ 家族〜あなたに死刑が宣告出来ますか?〜」というタイトルで、“法廷サスペンスSP”の第2弾として放映された。なお、第4弾も同作者による法廷小説「二重裁判」である。
放映時、裁判員制度開始直前の時期であったことから、裁判員制度の概要が物語中に取り込まれていた。

### キャスト
- 裁判員
  - 谷口みな子 - 大塚寧々（ブティック経営者、母親が認知症）
  - 古木田良介 - 石田太郎（物産会社専務）
  - 鴨下秀彦 - 斉藤陽一郎（スナック経営者）
  - 萩原善吉 - 田口主将（豆腐屋）
  - 七瀬智久 - 古宮基成（派遣社員）
  - 有島直美 - 宝積有香（銀行員）
- 牧田孝一郎 - 西村雅彦（被害者の息子）
- 三田尻作雄 - 笹野高史（被告人・ホームレス）
- 西原誠一郎 - 石丸謙二郎（裁判長）
- 谷口由布子 - 長谷川稀世（みな子の母親）
- 牧田文子 - 長内美那子（殺害された被害者）
- 遠野幹子 - 烏丸せつこ（被告人の妹）
- 露木久男 - 寺田農（被告人のホームレス仲間）
- 右沢吾一 - モロ師岡（西葛西署刑事）
- 中本奈奈、尾崎右宗、横尾香代子、西山宏幸、井上智之、松永麻里、加瀬尊朗、国枝量平、野口雅弘、古川康、佐藤和津江、小野晴子、石田泰弘　ほか

### スタッフ
- 監督 - 白川士
- 脚本 - 林誠人
- 法律監修 - 久島和夫
- 技術協力 - フォーチュン
- 照明協力 - Kカンパニー
- 美術協力 - テレビ朝日クリエイト
- 音響効果 - メディアハウスサウンドデザイン
- 編集・MA - ブル
- スタジオ - 東京メディアシティ
- プロデュース - 池端俊二、霜田一寿、梅田玲子
- 製作 - TBS、ザ・ワークス